# Загидуллин, Раис Газизович
Раис Газизович Загидуллин (тат. Заһидуллин; 1932—1998) — советский работник промышленности, шофёр, Герой Социалистического Труда (1966).

## Биография
Родился в 1932 году в деревне Большие Кайбицы Кайбицкого района Татарской АССР. В 1936 году семья переехала в Казань.
Трудиться начал в двенадцать лет, так как получить среднее образование помешала Великая Отечественная война. Окончив школу ФЗО при обувном комбинате «Спартак», Раис стал токарем и до призыва в армию работал по этой специальности. Отслужив в Советской армии, вернулся в 1954 году в Казань, где окончил курсы шоферов и стал работать в тресте «Гидроспецстрой» на строительстве защитных дамб по берегам рек. Раис Загидуллин внедрил бригадную форму перевозки грузов, выступил инициатором создания автопоездов, благодаря чему резко повысилась производительность труда. Затем по его инициативе стали создаваться комплексные бригады, в которые вместе с шоферами входили и машинисты экскаваторов, что тоже повысило производительность труда. После выполнения плана семилетки (1959—1965) за шесть лет, ему было присвоено звание Героя Социалистического Труда (1966 год).
После этого Р. Г. Загидуллин без отрыва от производства окончил Васильевский автотранспортный техникум и приехал в Набережные Челны для участия в сборке и испытании первых «КамАЗов». Кроме производственной, занимался и общественной работой — был делегатом XI и XII съездов профсоюза рабочих автомобильного транспорта и шоссейных дорог и дважды избирался членом ЦК этого профсоюза. Также был депутатом районного совета и Верховного Совета ТАССР в 1975—1980 годах, членом Президиума Верховного Совета республики.
Умер в 1998 году.
Автор труда: Загидуллин Раис Газизович, 20 лет за рулём автомобиля; [Лит. запись Н. В. Кадыкова] — Москва : Транспорт, 1975.

## Награды
- В 1966 году Р. Г. Загидуллину присвоено звание Героя Социалистического Труда с вручением ордена Ленина.
- Также был награждён медалями.